# Klaus Lohrmann
Klaus Lohrmann (* 15. März 1949 in Wien) ist ein österreichischer Archivar, Historiker und Hochschullehrer. Er war 1988 Gründungsdirektor des Instituts für jüdische Geschichte Österreichs.

## Leben
Lohrmann studierte Geschichte, Byzantinistik und Romanistik an der Universität Wien. 1977 absolvierte er die Staatsprüfung am Institut für Österreichische Geschichtsforschung. 1976 wurde er zum Dr. phil. promoviert.
Von 1976 bis 1987 war er Archivar im Wiener Stadt- und Landesarchiv. Er war von 1988 bis 2004 Gründungsdirektor des Instituts für jüdische Geschichte Österreichs in Sankt Pölten. 1991 habilitierte er sich in der Geschichte des Mittelalters an der Universität Wien. Er ist außerordentlicher Universitätsprofessor am Institut für Österreichische Geschichtsforschung. 
Seine Forschungsschwerpunkte sind die Geschichte der Juden, des mittelalterlichen Österreichs (insbesondere Wien) und des Antisemitismus. Er ist Autor mehrerer Bücher und Aufsätze.

## Auszeichnungen
- 1979: Theodor-Körner-Preis

## Schriften (Auswahl)
- (Hrsg.): 1000 Jahre österreichisches Judentum. Ausstellungskatalog (= Studia Judaica Austriaca, 9). Edition Roetzer, Eisenstadt 1982, ISBN 3-85374-096-0.
- Judenrecht und Judenpolitik im mittelalterlichen Österreich (= Handbuch zur Geschichte der Juden in Österreich, Reihe B, Band 1). Böhlau, Wien u. a. 1990, ISBN 3-205-05286-2.)
- (Hrsg. mit Martha Keil): Studien zur Geschichte der Juden in Österreich (= Handbuch zur Geschichte der Juden in Österreich, Reihe B, Band 2). Böhlau, Wien u. a. 1994, ISBN 3-205-98174-X.
- Zwischen Finanz und Toleranz. Das Haus Habsburg und die Juden. Ein historischer Essay. Verlag Styria, Graz u. a. 2000, ISBN 3-222-12766-2.
- Die Wiener Juden im Mittelalter (= Geschichte der Juden in Wien, Band 1). Philo, Berlin u. a. 2000, ISBN 3-8257-0158-1.
- mit Michael Ley: Projekt Europa. Erfolge – Irrtümer – Perspektiven. Patmos, Düsseldorf 2007, ISBN 978-3-491-35002-1.
- Die Päpste und die Juden. 2000 Jahre zwischen Verfolgung und Versöhnung. Patmos, Düsseldorf 2008, ISBN 978-3-491-35014-4.